# Grzegorz Bachański
Grzegorz Bachański (ur. 12 marca 1972 w Warszawie) – polski działacz sportowy, wieloletni prezes Polskiego Związku Koszykówki, filozof, były sędzia międzynarodowy FIBA.

## Życiorys
Dzieciństwo spędził na warszawskiej Pradze, wychowanek „zajączka” – kuźni kadr polskiej elektroniki (tak nazywano w latach 70. i 80. Zespół Szkół Elektronicznych na warszawskim Żoliborzu przy ul. gen. Zajączka 7). Absolwent studiów filozoficznych na Uniwersytecie Kardynała Stefana Wyszyńskiego w Warszawie. W latach 1994–1998 asystent-stażysta w katedrze historii filozofii starożytnej i średniowiecznej UKSW. Ukończył również podyplomowe studia z prawa spółek w Szkole Głównej Handlowej w Kolegium Zarządzania i Finansów. Znajomość języków – angielski i rosyjski. 

## Działalność zawodowa
Od 1993 roku związany z PZKosz, najpierw jako stażysta, a od 1996 roku – pracownik etatowy. Przeszedł wszystkie szczeble kariery w administracji związkowej, będąc w latach 2000–2004 dyrektorem biura PZKosz, a przez 10 miesięcy w latach 2004/2005 sekretarzem generalnym PZKosz. Odszedł ze związku na własną prośbę w grudniu 2005 roku z powodu różnicy zdań z ówczesnym Zarządem PZKosz. W listopadzie 2006 roku wybrany na członka zarządu PZKosz na czteroletnią kadencję. 29 stycznia 2011 stosunkiem głosów 129:99 pokonał Romana Ludwiczuka w wyborach na prezesa Polskiego Związku Koszykówki. Funkcję prezesa pełnił przez dwie kadencje aż do 2018. Od 2018 do 2024 był wiceprezesem PZKosz. W 2024 został ponownie wybrany na prezesa.
Od maja 2023 jest skarbnikiem Międzynarodowej Federacji Koszykówki strefy europejskiej (FIBA Europa).